# Persoonia oblongata
Persoonia oblongata (лат.) — кустарник, вид рода Персоония (Persoonia) семейства Протейные (Proteaceae), эндемик Нового Южного Уэльса. Прямостоячий или раскидистый куст с узкими эллиптическими или широкими яйцевидными листьями и жёлтыми цветками на длинных изогнутых цветоножках, растёт в нижней части Голубых гор, к западу до Рилстоуна.

## Ботаническое описание
Persoonia oblongata — прямостоячий или раскидистый куст с гладкой корой и опушёнными молодыми ветвями. Листья варьируют по форме от узко-эллиптической до широко-яйцевидной, имеют длину 15-60 мм и ширину 4-25 мм. В молодом возрасте листья более или менее опушены, но с возрастом становятся гладкими, а верхняя и нижняя поверхности имеют одинаковый цвет. Цветки расположены поодиночке или группами до шестнадцати на цветоносном побеге длиной до 180 мм. Отдельные цветки расположены на конце гладкой цветоножки 9-23 мм длины. Цветок состоит из четырёх волосистых листочков околоцветника длиной 110-12 мм, сросшихся у основания, но с загнутыми назад кончиками. Центральный столбик окружён четырьмя жёлтыми пыльниками, которые также соединены у основания с загнутыми назад кончиками, так что при взгляде с конца он напоминает крест. Завязь и листочки околоцветника иногда редко опушены. Цветение происходит с октября по апрель. Плоды — костянки.

Persoonia oblongata
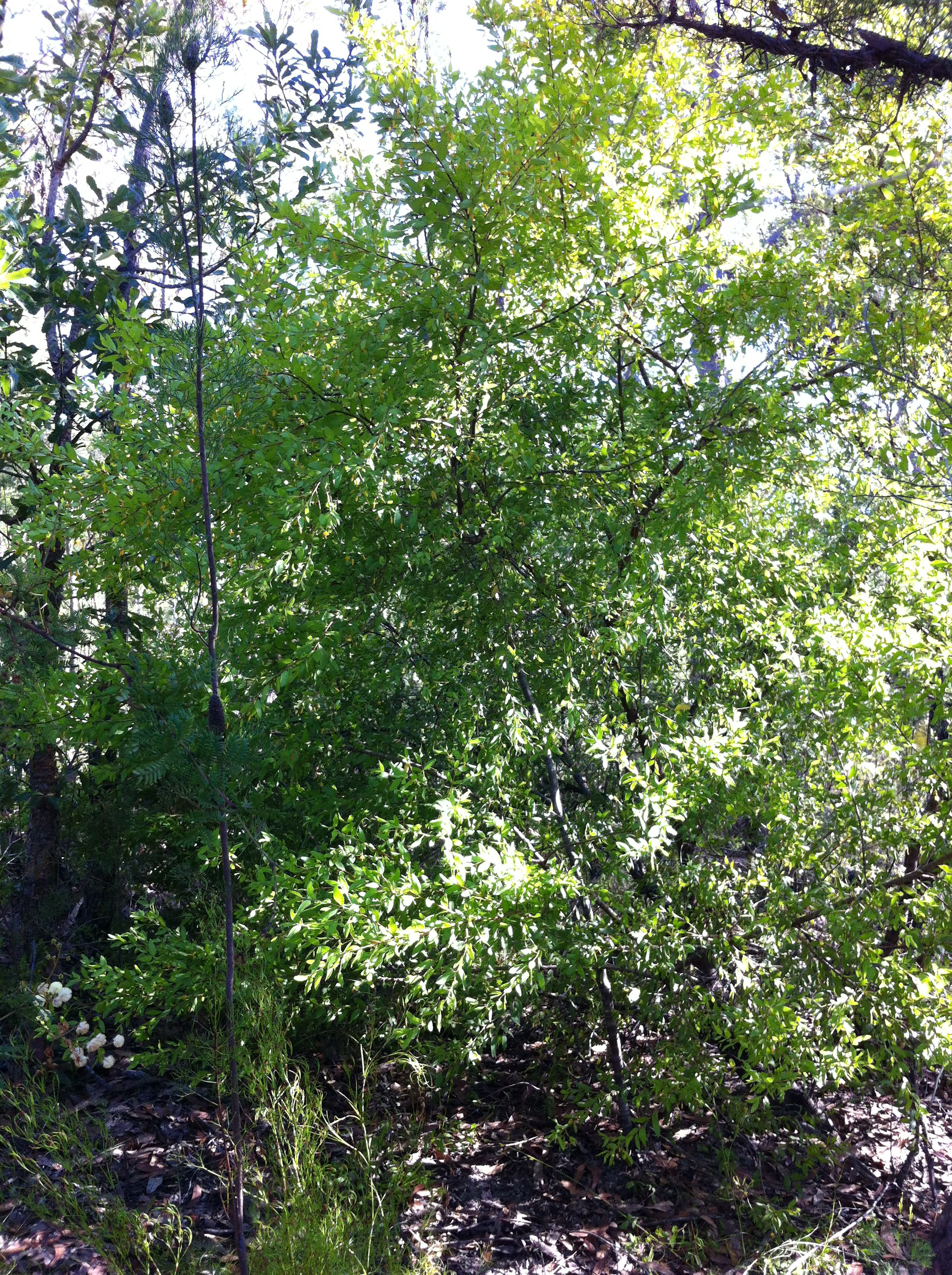
Общий вид
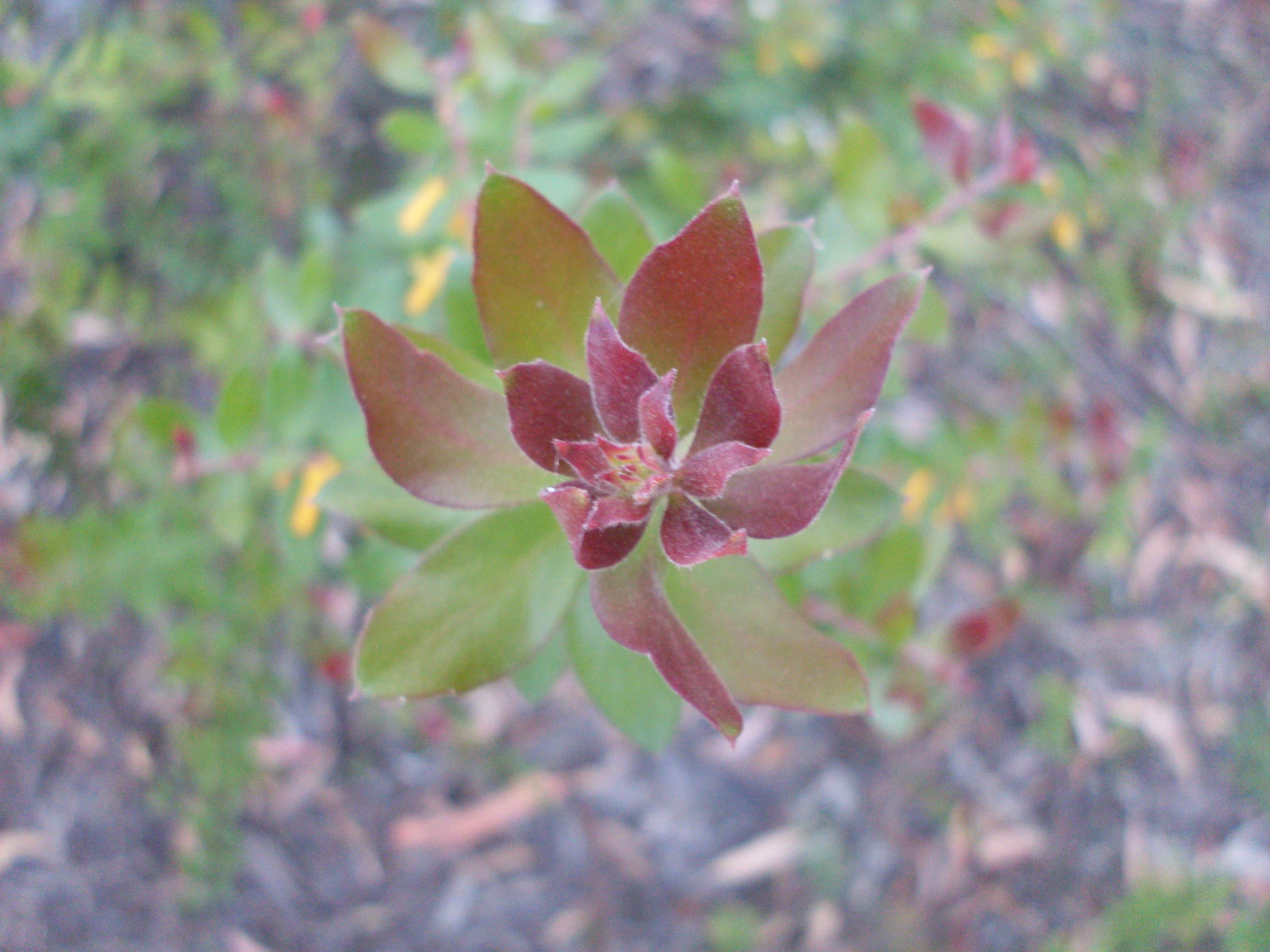
Молодой побег
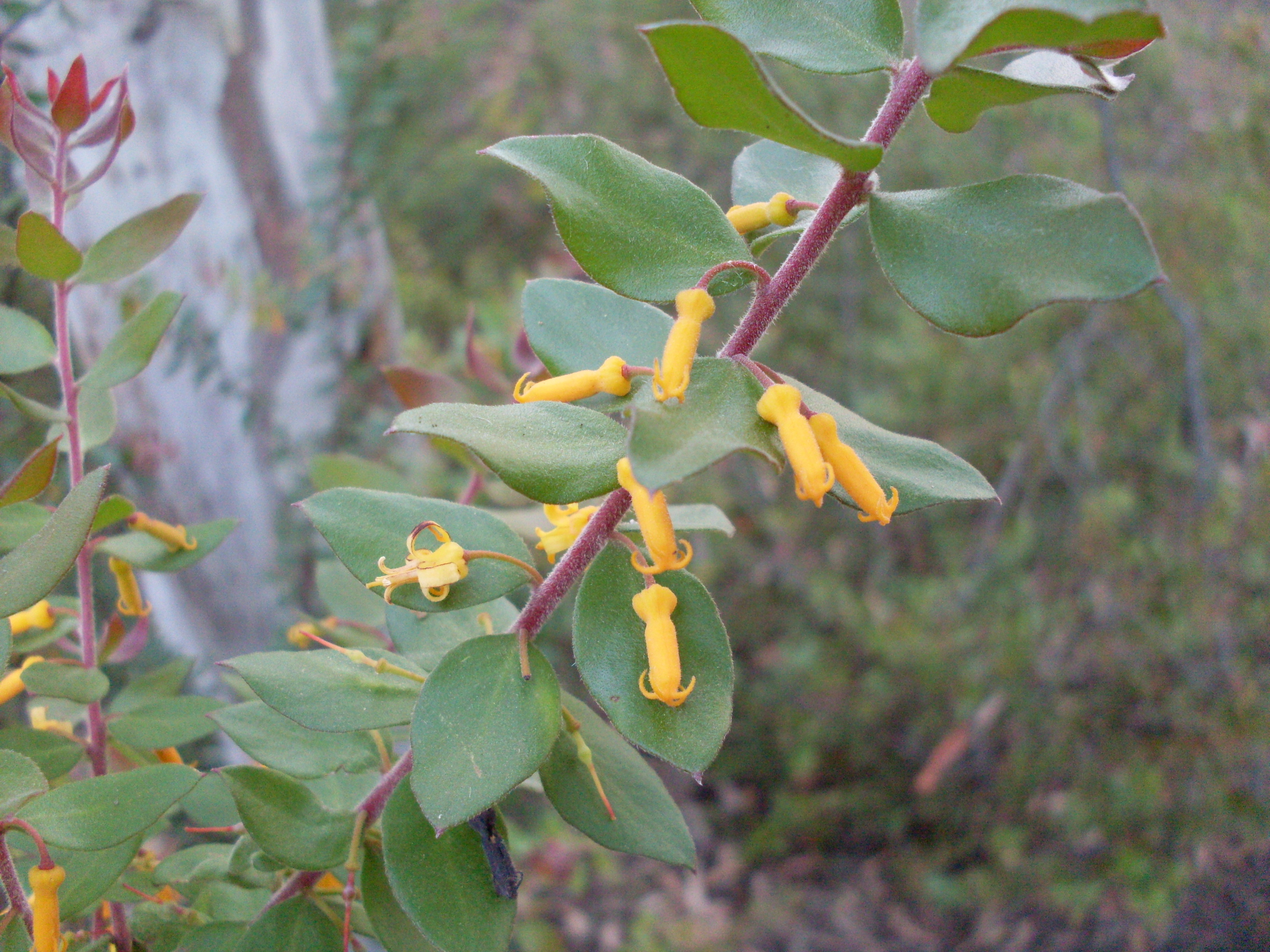
Листья и цветки

## Таксономия
Впервые вид был официально описан в 1830 году Робертом Брауном в Supplementum primum Prodromi Flore Novae Hollandiae. Видовой эпитет — от латинского слова oblongus, означающего «удлинённый, продолговатый»:567.

## Распространение и местообитание
Persoonia oblongata — эндемик Австралии. Растёт в редколесье и лесах между Гленбруком, национальным парком Йенго и Рилстоуном в Новом Южном Уэльсе.